# Bossier City
Bossier City er en by i Bossier Parish, Louisiana, USA. Ved folketællingen i 2000 havde byen en befolkning på 56.461. Byen er tæt knyttet sammen med den større søsterby Shreveport, som ligger på vestbredden af Red River. Byområdet Shreveport-Bossier er center for regionen kendt som Ark-La-Tex.
Byen er også stedet hvor Barksdale Air Force Base ligger. Denne base er hjemmebase for 2nd Bomb Wing, 8th Air Force og 917th Wing og er en af områdets største arbejdspladser, grundlagt 2. februar 1933. Basen er på 89 km² og er hjemsted for de fleste United States Air Force B-52 Stratofortress bombefly .